# الکساندر تولستیاک
الکساندر تولستیاک (اوکراینی: Олександр Аркадійович Толстяк؛ زادهٔ ۴ فوریهٔ ۱۹۹۰) بازیکن فوتبال اهل اوکراین است.
از باشگاه‌هایی که در آن بازی کرده‌است می‌توان به باشگاه فوتبال اوبولون-برووار کیف اشاره کرد.